# FA Cup 1923-1924
La FA Cup 1923-1924 è stata la quarantanovesima edizione della competizione più antica del mondo. È stata vinta dal Newcastle United nella finale contro l'Aston Villa.

## Calendario
Il torneo principale, in cui entrano nella competizione i club del primo e secondo livello della piramide calcistica inglese, è preceduto da due turni preliminari e sei turni di qualificazione.
In caso di pareggio dopo i novanta minuti, è prevista la ripetizione della gara, invertendo il campo. In caso di ulteriore pareggio si procede con altre ripetizioni, in campo neutro, fin quando una squadra non risulti vincitrice.
Le semifinali e la finale si disputano tutte in campo neutro.
| Fase                    | Turno                           | Data              |
| ----------------------- | ------------------------------- | ----------------- |
| Turni di qualificazione | Turno extra preliminare         | 8 settembre 1923  |
| Turni di qualificazione | Turno preliminare               | 22 settembre 1923 |
| Turni di qualificazione | Primo turno di qualificazione   | 6 ottobre 1923    |
| Turni di qualificazione | Secondo turno di qualificazione | 20 ottobre 1923   |
| Turni di qualificazione | Terzo turno di qualificazione   | 3 novembre 1923   |
| Turni di qualificazione | Quarto turno di qualificazione  | 17 novembre 1923  |
| Turni di qualificazione | Quinto turno di qualificazione  | 1 dicembre 1923   |
| Turni di qualificazione | Sesto turno di qualificazione   | 15 dicembre 1923  |
| Torneo principale       | Primo turno                     | 12 gennaio 1924   |
| Torneo principale       | Secondo turno                   | 2 febbraio 1924   |
| Torneo principale       | Ottavi di finale                | 23 febbraio 1924  |
| Torneo principale       | Quarti di finale                | 8 marzo 1924      |
| Torneo principale       | Semifinali                      | 29 marzo 1924     |
| Torneo principale       | Finale                          | 26 aprile 1924    |

## Tabellone (dagli ottavi di finale)
|  | Ottavi di finale  | Ottavi di finale  | Ottavi di finale |                 |                 | Quarti di finale | Quarti di finale | Quarti di finale |  |  | Semifinali | Semifinali | Semifinali |  |  | Finale | Finale | Finale |  |
|  |                   |                   |                  |                 |                 |                  |                  |                  |  |  |            |            |            |  |  |        |        |        |  |
|  | Watford           | Watford           | 0                |                 |                 |                  |                  |                  |  |  |            |            |            |  |  |        |        |        |  |
|  | Watford           | Watford           | 0                |                 |                 |                  |                  |                  |  |  |            |            |            |  |  |        |        |        |  |
|  | Newcastle Utd     | Newcastle Utd     | 1                |                 |                 |                  |                  |                  |  |  |            |            |            |  |  |        |        |        |  |
|  | Newcastle Utd     | Newcastle Utd     | 1                |                 | Newcastle Utd   | Newcastle Utd    | 1                |                  |  |  |            |            |            |  |  |        |        |        |  |
|  |                   |                   |                  |                 | Newcastle Utd   | Newcastle Utd    | 1                |                  |  |  |            |            |            |  |  |        |        |        |  |
|  |                   |                   | Liverpool        | Liverpool       | 0               |                  |                  |                  |  |  |            |            |            |  |  |        |        |        |  |
|  | Southampton       | Southampton       | Liverpool        | Liverpool       | 0               | 0 (0)            |                  |                  |  |  |            |            |            |  |  |        |        |        |  |
|  | Southampton       | Southampton       |                  |                 |                 |                  |                  |                  |  |  |            |            |            |  |  |        |        |        |  |
|  | Liverpool         | Liverpool         | 0 (2)            |                 |                 |                  |                  |                  |  |  |            |            |            |  |  |        |        |        |  |
|  | Liverpool         | Liverpool         | 0 (2)            |                 | Newcastle Utd   | Newcastle Utd    | 2                |                  |  |  |            |            |            |  |  |        |        |        |  |
|  |                   |                   |                  |                 |                 |                  |                  |                  |  |  |            |            |            |  |  |        |        |        |  |
|  |                   |                   | Manchester City  | Manchester City | 0               |                  |                  |                  |  |  |            |            |            |  |  |        |        |        |  |
|  | Brighton          | Brighton          | Manchester City  | Manchester City | 0               | 1                |                  |                  |  |  |            |            |            |  |  |        |        |        |  |
|  | Brighton          | Brighton          |                  |                 |                 |                  |                  |                  |  |  |            |            |            |  |  |        |        |        |  |
|  | Manchester City   | Manchester City   | 5                |                 |                 |                  |                  |                  |  |  |            |            |            |  |  |        |        |        |  |
|  | Manchester City   | Manchester City   | 5                |                 | Manchester City | Manchester City  | 0 (1)            |                  |  |  |            |            |            |  |  |        |        |        |  |
|  |                   |                   |                  |                 | Manchester City | Manchester City  | 0 (1)            |                  |  |  |            |            |            |  |  |        |        |        |  |
|  |                   |                   | Cardiff City     | Cardiff City    | 0 (0)           |                  |                  |                  |  |  |            |            |            |  |  |        |        |        |  |
|  | Cardiff City      | Cardiff City      | Cardiff City     | Cardiff City    | 0 (0)           | 3                |                  |                  |  |  |            |            |            |  |  |        |        |        |  |
|  | Cardiff City      | Cardiff City      |                  |                 |                 |                  |                  |                  |  |  |            |            |            |  |  |        |        |        |  |
|  | Bristol City      | Bristol City      | 0                |                 |                 |                  |                  |                  |  |  |            |            |            |  |  |        |        |        |  |
|  | Bristol City      | Bristol City      | 0                |                 | Newcastle Utd   | Newcastle Utd    | 2                |                  |  |  |            |            |            |  |  |        |        |        |  |
|  |                   |                   |                  |                 |                 |                  |                  |                  |  |  |            |            |            |  |  |        |        |        |  |
|  |                   |                   | Aston Villa      | Aston Villa     | 0               |                  |                  |                  |  |  |            |            |            |  |  |        |        |        |  |
|  | West Bromwich     | West Bromwich     | Aston Villa      | Aston Villa     | 0               | 1 (2)            |                  |                  |  |  |            |            |            |  |  |        |        |        |  |
|  | West Bromwich     | West Bromwich     |                  |                 |                 |                  |                  |                  |  |  |            |            |            |  |  |        |        |        |  |
|  | Wolverhampton     | Wolverhampton     | 1 (0)            |                 |                 |                  |                  |                  |  |  |            |            |            |  |  |        |        |        |  |
|  | Wolverhampton     | Wolverhampton     | 1 (0)            |                 | West Bromwich   | West Bromwich    | 0                |                  |  |  |            |            |            |  |  |        |        |        |  |
|  |                   |                   |                  |                 | West Bromwich   | West Bromwich    | 0                |                  |  |  |            |            |            |  |  |        |        |        |  |
|  |                   |                   | Aston Villa      | Aston Villa     | 2               |                  |                  |                  |  |  |            |            |            |  |  |        |        |        |  |
|  | Aston Villa       | Aston Villa       | Aston Villa      | Aston Villa     | 2               | 3                |                  |                  |  |  |            |            |            |  |  |        |        |        |  |
|  | Aston Villa       | Aston Villa       |                  |                 |                 |                  |                  |                  |  |  |            |            |            |  |  |        |        |        |  |
|  | Leeds Utd         | Leeds Utd         | 0                |                 |                 |                  |                  |                  |  |  |            |            |            |  |  |        |        |        |  |
|  | Leeds Utd         | Leeds Utd         | 0                |                 | Aston Villa     | Aston Villa      | 3                |                  |  |  |            |            |            |  |  |        |        |        |  |
|  |                   |                   |                  |                 |                 |                  |                  |                  |  |  |            |            |            |  |  |        |        |        |  |
|  |                   |                   | Burnley          | Burnley         | 0               |                  |                  |                  |  |  |            |            |            |  |  |        |        |        |  |
|  | Crystal Palace    | Crystal Palace    | Burnley          | Burnley         | 0               | 1                |                  |                  |  |  |            |            |            |  |  |        |        |        |  |
|  | Crystal Palace    | Crystal Palace    |                  |                 |                 |                  |                  |                  |  |  |            |            |            |  |  |        |        |        |  |
|  | Swindon Town      | Swindon Town      | 2                |                 |                 |                  |                  |                  |  |  |            |            |            |  |  |        |        |        |  |
|  | Swindon Town      | Swindon Town      | 2                |                 | Swindon Town    | Swindon Town     | 1 (1)            |                  |  |  |            |            |            |  |  |        |        |        |  |
|  |                   |                   |                  |                 | Swindon Town    | Swindon Town     | 1 (1)            |                  |  |  |            |            |            |  |  |        |        |        |  |
|  |                   |                   | Burnley          | Burnley         | 1 (3)           |                  |                  |                  |  |  |            |            |            |  |  |        |        |        |  |
|  | Burnley           | Burnley           | Burnley          | Burnley         | 1 (3)           | 1                |                  |                  |  |  |            |            |            |  |  |        |        |        |  |
|  | Burnley           | Burnley           |                  |                 |                 |                  |                  |                  |  |  |            |            |            |  |  |        |        |        |  |
|  | Huddersfield Town | Huddersfield Town | 0                |                 |                 |                  |                  |                  |  |  |            |            |            |  |  |        |        |        |  |

## Primo turno
40 club su 44 di First e Second Division entrano nel sorteggio di questo turno. Le restanti 4 squadre erano state sorteggiate al quinto turno di qualificazione (Coventry City, Nelson FC, Port Vale e Stockport County); mentre 12 squadre delle divisioni inferiori furono sorteggiate per entrare al primo turno, senza disputare la fase di qualificazione, così da avere 64 squadre nella fase finale: Bradford PA, Brighton, Charlton, Luton Town, Millwall, Plymouth, QPR, Swansea City, Swindon Town, Watford e Wolverhampton dalla Third Division e il club dilettantistico Corinthian.

### Tabella riassuntiva
| Squadra 1               | Risultato | Squadra 2              |
| ----------------------- | --------- | ---------------------- |
| 12 gennaio 1924         |           |                        |
| Accrington Stanley      | 0 – 0     | Charlton Athletic      |
| The Arsenal             | 4 – 1     | Luton Town             |
| Ashington               | 1 – 5     | Aston Villa            |
| Barnsley                | 0 – 0     | Brighton & Hove Albion |
| Blackpool               | 1 – 0     | Sheffield United       |
| Burnley                 | 3 – 2     | South Shields          |
| Crystal Palace          | 2 – 0     | Tottenham Hotspur      |
| Cardiff City            | 0 – 0     | Gillingham             |
| Chelsea                 | 1 – 1     | Southampton            |
| Corinthian              | 1 – 0     | Blackburn Rovers       |
| Derby County            | 2 – 1     | Bury                   |
| Everton                 | 3 – 1     | Preston North End      |
| Exeter City             | 1 – 0     | Grimsby Town           |
| Fulham                  | 2 – 0     | Llanelly               |
| Huddersfield Town       | 1 – 0     | Birmingham             |
| Hull City               | 2 – 2     | Bolton Wanderers       |
| Leeds United            | 1 – 0     | Stoke                  |
| Liverpool               | 2 – 1     | Bradford City          |
| Manchester City         | 2 – 0     | Nottingham Forest      |
| Manchester United       | 1 – 0     | Plymouth Argyle        |
| Middlesbrough           | 0 – 1     | Watford                |
| Millwall Athletic       | 0 – 1     | West Bromwich Albion   |
| Northampton Town        | 1 – 1     | Halifax Town           |
| Norwich City            | 0 – 1     | Bristol City           |
| Oldham Athletic         | 2 – 1     | Sunderland             |
| Portsmouth              | 2 – 4     | Newcastle United       |
| Queen's Park Ranger     | 1 – 2     | Notts County           |
| The Wednesday           | 4 – 1     | Leicester City         |
| Swansea Town            | 1 – 1     | Clapton Orient         |
| Swindon Town            | 4 – 0     | Bradford Park Avenue   |
| West Ham United         | 5 – 0     | Aberdare Athletic      |
| Wolverhampton Wanderers | 3 – 1     | Darlington             |

#### Replay
| Squadra 1              | Risultato | Squadra 2          |
| ---------------------- | --------- | ------------------ |
| 16 gennaio 1924        |           |                    |
| Bolton Wanderers       | 4 – 0     | Hull City          |
| Brighton & Hove Albion | 1 – 0     | Barnsley           |
| Gillingham             | 0 – 2     | Cardiff City       |
| Southampton            | 2 – 0     | Chelsea            |
| 17 gennaio 1924        |           |                    |
| Charlton Athletic      | 1 – 0     | Accrington Stanley |
| Clapton Orient         | 1 – 1     | Swansea Town       |
| Halifax Town           | 1 – 1     | Northampton Town   |
| 21 gennaio 1924        |           |                    |
| Swansea Town           | 2 – 1     | Clapton Orient     |
| Halifax Town           | 4 – 2     | Northampton Town   |

## Secondo turno

### Tabella riassuntiva
| Squadra 1              | Risultato | Squadra 2               |
| ---------------------- | --------- | ----------------------- |
| 2 febbraio 1924        |           |                         |
| Bolton Wanderers       | 1 – 4     | Liverpool               |
| Brighton & Hove Albion | 5 – 2     | Everton                 |
| Burnley                | 0 – 0     | Fulham                  |
| Crystal Palace         | 0 – 0     | Notts County            |
| Cardiff City           | 1 – 0     | The Arsenal             |
| Charlton Athletic      | 0 – 0     | Wolverhampton Wanderers |
| Derby County           | 2 – 2     | Newcastle United        |
| Exeter City            | 0 – 0     | Watford                 |
| Manchester City        | 2 – 2     | Halifax Town            |
| Manchester United      | 0 – 3     | Huddersfield Town       |
| The Wednesday          | 1 – 1     | Bristol City            |
| Southampton            | 3 – 1     | Blackpool               |
| Swansea Town           | 0 – 2     | Aston Villa             |
| Swindon Town           | 2 – 0     | Oldham Athletic         |
| West Bromwich Albion   | 5 – 0     | Corinthian              |
| West Ham United        | 1 – 1     | Leeds United            |

#### Replay
| Squadra 1               | Risultato | Squadra 2         |
| ----------------------- | --------- | ----------------- |
| 6 febbraio 1924         |           |                   |
| Bristol City            | 2 – 0     | The Wednesday     |
| Halifax Town            | 0 – 0     | Manchester City   |
| Leeds United            | 1 – 0     | West Ham United   |
| Newcastle United        | 2 – 2     | Derby County      |
| Notts County            | 0 – 0     | Crystal Palace    |
| Watford                 | 1 – 0     | Exeter City       |
| 7 febbraio 1924         |           |                   |
| Fulham                  | 0 – 1     | Burnley           |
| Wolverhampton Wanderers | 1 – 0     | Charlton Athletic |
| 11 febbraio 1924        |           |                   |
| Crystal Palace          | 0 – 0     | Notts County      |
| Derby County            | 2 – 2     | Newcastle United  |
| Manchester City         | 3 – 0     | Halifax Town      |
| 13 febbraio 1924        |           |                   |
| Newcastle United        | 5 – 3     | Derby County      |
| 18 febbraio 1924        |           |                   |
| Crystal Palace          | 2 – 1     | Notts County      |

## Ottavi di finale

### Tabella riassuntiva
| Squadra 1        | Risultato | Squadra 2         |
| ---------------- | --------- | ----------------- |
| 23 febbraio 1924 |           |                   |
| Aston Villa      | 3 – 0     | Leeds Utd         |
| Brighton         | 1 – 5     | Manchester City   |
| Burnley          | 1 – 0     | Huddersfield Town |
| Crystal Palace   | 1 – 2     | Swindon Town      |
| Cardiff City     | 3 – 0     | Bristol City      |
| Southampton      | 0 – 0     | Liverpool         |
| West Bromwich    | 1 – 1     | Wolverhampton     |
| Watford          | 0 – 1     | Newcastle Utd     |

#### Replay
| Squadra 1        | Risultato | Squadra 2     |
| ---------------- | --------- | ------------- |
| 27 febbraio 1924 |           |               |
| Liverpool        | 2 – 0     | Southampton   |
| Wolverhampton    | 0 – 2     | West Bromwich |

## Quarti di finale

### Tabella riassuntiva
| Squadra 1       | Risultato | Squadra 2    |
| --------------- | --------- | ------------ |
| 8 marzo 1924    |           |              |
| Manchester City | 0 – 0     | Cardiff City |
| Newcastle Utd   | 1 – 0     | Liverpool    |
| Swindon Town    | 1 – 1     | Burnley      |
| West Bromwich   | 0 – 2     | Aston Villa  |

#### Replay
| Squadra 1     | Risultato | Squadra 2       |
| ------------- | --------- | --------------- |
| 12 marzo 1924 |           |                 |
| Burnley       | 3 – 1     | Swindon Town    |
| Cardiff City  | 0 – 1     | Manchester City |

## Semifinali

### Tabella riassuntiva
| Squadra 1     | Risultato | Squadra 2       |
| ------------- | --------- | --------------- |
| Aston Villa   | 3 – 0     | Burnley         |
| Newcastle Utd | 2 – 0     | Manchester City |

| Sheffield 29 marzo 1924 | Aston Villa | 3 – 0 | West Ham Utd | Bramall Lane |

| Birmingham 29 marzo 1924 | Newcastle Utd | 2 – 0 | Manchester City | St Andrew's |

## Finale
| Newcastle United | Aston Villa |

| Arbitro: | W. E. Russell |

| |            | |
| Harris 83’ Seymour 85’ | Marcatori  | |
| Bill Bradley 1 Billy Hampson 2 Frank Hudspeth (c) 3 Peter Mooney 4 Charlie Spencer 5 Willie Gibson 6 James Low 7 Billy Cowan 8 Neil Harris 9 Tommy McDonald 10 Stan Seymour 11 | Formazioni | 1 Tommy Jackson 2 Tommy Smart 3 Tommy Mort 4 Frank Moss 5 Vic Milne 6 George Blackburn 7 Richard York 8 Billy Kirton 9 Len Capewell 10 Billy Walker 11 Arthur Dorrell (c) |
| Commissione tecnica | Allenatori | George Ramsay |